# Rutigliano
Rutigliano est une commune de la ville métropolitaine de Bari dans les Pouilles en Italie.

## Histoire
Les origines de la cité sont assez obscures mais probablement assez anciennes. Le nom de Rutigliano viendrait du prénom romain Rutilius auquel serait ajouté le suffixe -anus. Rutigliano se serait développée à partir des habitats préexistants d'Azetium (dans le quartier de Castiello) et de Bigetti (dans le quartier de Purgatorio) qui se trouvaient sur les marécages.
À partir de la seconde moitié du XIe siècle, à l'époque normande, la cité prend une certaine importance. Ainsi au début du XIIe siècle, on trouve un certain Hugues de Basseville, dit « fils Asgot »,), 1er comte de Rutigliano. Il fait fortifier la cité, construire une tour, et restaurer l'église Santa-Maria-della Colonna. La tour, remaniée au XIIe siècle, est toujours présente de nos jours. C'est l'une des tours médiévales les mieux conservées d'Italie méridionale. Dans l'église de Rutigliano, se trouve la pierre tombale de ce noble italo-normand avec l'inscription : « UGO FIL.US ASGOT DINASTA FUNDATOR »).

## Administration
| Période                                  | Période  | Identité           | Étiquette     | Qualité |
| ---------------------------------------- | -------- | ------------------ | ------------- | ------- |
| 14 juin 2004                             | En cours | Lanfranco Di Gioia | Centro-Destra |         |
| Les données manquantes sont à compléter. |          |                    |               |         |

### Communes limitrophes
Casamassima, Conversano, Mola di Bari, Noicattaro, Turi

### Évolution démographique
Habitants recensés